# Christoph von Kittlitz
Christoph Freiherr von Kittlitz (* 20. Januar 1594; † 24. Juni 1657) war ein preußischer Hofrat.

## Leben
Christoph von Kittlitz war Angehöriger der Freiherrn von Kittlitz. Er war Amtshauptmann in Rosenberg, in Tapiau und Obermarschall in Preußen. Ferner war er von 1612 bis 1620 rector magnificus auf der Universität Königsberg. 1620 wurde er preußischer Landrat, 1626 Hauptmann zu Riesenburg sowie 1632 Hauptmann zu Tapiau. Am 6. März 1654 avancierte er zum Oberrat und Obermarschall im Herzogtum Preußen. Damit bekleidete er als Obermarschall, hinter dem Oberburggrafen aber vor dem Kanzler, den dritthöchsten Rang in der brandenburgisch-preußischen Regierung.
Er war mit Anna Maria von Halle († 1671) verheiratet.